# ベニノキ科
ベニノキ科 (ベニノキか、Bixaceae) は双子葉植物の科のひとつでベニノキを含むもの。位置づけや含むタクソンは体系によって異なる。花弁、萼片は5枚、雄蕊は多数。

## 分類

### APG植物分類体系
APG植物分類体系ではアオイ目に入れ、4属21種を含める。
- 被子植物 Angiosperm
  - 真正双子葉類 Eudicots
    - コア真正双子葉類 Core eudicots
      - バラ類 Rosids
        - 真正バラ類 II Eurosids II
          - アオイ目 Malvales
            - ベニノキ科 Bixaceae
              - Cochlospermum
              - Amoreuxia
              - Bixa
              - Diegodendron（クロンキスト体系ではオクナ科）

### クロンキスト体系
クロンキスト体系ではスミレ目に入れる。
- 被子植物門 Magnoliophyta
  - 双子葉植物綱 Magnoliopsida
    - ビワモドキ亜綱 Dilleniidae
      - スミレ目 Violales
        - ベニノキ科 Bixaceae

### 新エングラー体系
新エングラー体系でもスミレ目に入れている。
- 被子植物門 Angiospermae
  - 双子葉植物綱 Dicotyledoneae
    - 古生花被亜綱（=離弁花類）Archichlamydeae
      - スミレ目 Violales
        - ベニノキ科 Bixaceae